# Arado E.583
Die  Arado E.583 war ein Projektentwurf aus dem Jahre 1945 für ein strahlgetriebenes Nachtjagdflugzeug des deutschen Herstellers Arado Flugzeugwerke GmbH.

## Geschichte
Der Entwurf der E.583 geht zurück auf die E.581, ein früheres Projekt von Arado, in dem ebenfalls schon Auslegungsvarianten für einen einstrahligen schwanzlosen (ohne Höhenleitwerk) Nachtjäger untersucht wurden. Ausgangspunkt der E.581 waren wiederum die Studien im Zusammenhang mit dem Projekt E.555 für einen mehrstrahligen Fernbomber. Das in den Rumpf integrierte Heinkel-HeS-011-Strahltriebwerk der E.581 ließ jedoch, bedingt durch den langen Einlauf und die große Rumpfoberfläche, nur eine unzureichende Leistung im Hochgeschwindigkeitsbereich erwarten.
Daraufhin erstellte Arado zwei neue Projektentwürfe entsprechend den im Januar 1945 erlassenen Richtlinien für die Optimallösung eines Nachtjägers. Unter der Gesamtbezeichnung E.583 wurden zeitgleich die Studien Ar I und Ar II – auch als Projekt I und II bezeichnet – vorgestellt.
Die Ar I lehnte sich an den Entwurf E.581-5 an, hatte aber deutlich größere Abmessungen. Die Gutachter bemängelten am 20./21. März 1945 abermals die widerstandserzeugenden Triebwerkseinläufe und großen Oberflächen. Arado verbesserte daraufhin den Entwurf derart, dass ein drittes Besatzungsmitglied und eine größere Treibstoffmenge aufgenommen werden konnte. Eine dritte Variante erhielt kleinere und stärker gepfeilte Tragflächen. Angeblich soll sie als Vorbild für die US-amerikanische Vought F7U-3 Cutlass gedient haben. Der Chef der aerodynamischen Forschungsabteilung von Vought, William C. Schoolfield bestritt jedoch, dass eine Orientierung an deutschen Forschungsergebnissen stattgefunden hat.
Die Ar II war eine leichter zu realisierende Alternative eines Nacht- und Schlechtwetterjägers. Der Entwurf besaß Pfeilflügel und orientierte sich stark an der Arado Ar 234 und der Studie TEW 16/43-23. Die Höchstgeschwindigkeit wurde mit 775 km/h errechnet und damit niedriger als die der Ar I.

## Konstruktion
Die Ar I war als schwanzloses Flugzeug ausgelegt, bei dem die Querruder zugleich als Höhenleitwerk dienten. Die zwei Seitenruder waren jeweils auf der Oberseite der Tragflächen aufgesetzt.

## Technische Daten
für die Ar I

| Kenngröße             | Daten |
| --------------------- | --- |
| Besatzung             | 2 |
| Länge                 | 12,95 m |
| Spannweite            | 18,38 m |
| Flügelfläche          | |
| Flügelpfeilung        | 35 |
| Startmasse            | 12.247 kg |
| Höchstgeschwindigkeit | 810 km/h in 9000 m Höhe |
| Dienstgipfelhöhe      | 13.000 m |
| Flugdauer             | 2:36 h in 10.000 m Höhe |
| Triebwerke            | Zwei halb im Rumpf eingezogene He-S011-Strahltriebwerke |
| Bewaffnung            | zwei Maschinenkanonen MK 213/30 im Rumpfbug neben der Radaranlage, zwei MK 108 als Schrägbewaffnung, zwei MK 213/30 als Heckbewaffnung Nach anderen Quellen lediglich vier MK 108 im Rumpfbug. |